# Brachyurophis morrisi
Brachyurophis morrisi är en ormart som beskrevs av Horner 1998. Brachyurophis morrisi ingår i släktet Brachyurophis och familjen giftsnokar och underfamiljen havsormar. Inga underarter finns listade i Catalogue of Life.
Denna orm förekommer i Northern Territory i norra Australien samt på tillhörande öar. Den lever i skogar med eukalyptusträd. Honor lägger ägg. Ormens bett är giftigt.
För beståndet är inga hot kända. Hela populationen anses vara stabil. IUCN listar arten som livskraftig (LC).